# Calvatomina superba
Calvatomina superba är en urinsektsart som först beskrevs av John Tenison Salmon 1943.  Calvatomina superba ingår i släktet Calvatomina och familjen Dicyrtomidae. Inga underarter finns listade.